# Atanasie de la Brest-Litovsk
Atanasie de la Brest-Litovsk (în poloneză Atanazy Brzeski, în rusă Афанасий Брестский; n. 1597, Brest, Polonia-Lituania – d. 5 septembrie 1648, Brest, Polonia-Lituania) a fost un ieromonah ortodox, care a pledat împotriva prozelitismului catolic și a Uniunii de la Brest. El a fost executat de autoritățile poloneze catolice pentru că ar fi avut legături cu cazacii ucraineni care declanșaseră un război de eliberare (cunoscut ca Răscoala lui Hmelnițki). A fost proclamat sfânt și martir de către Biserica Ortodoxă Rusă. Prăznuirea Sfântului Atanasie are loc pe 5 septembrie.

## Biografie
Atanasie Filipovici s-a născut în familia unui nobil lituanian de rang mic din orașul Brest-Litovsk, care făcea parte pe atunci din Uniunea statală polono-lituaniană. A urmat cursurile unei școli conduse de călugării ortodocși. Fiind un bun cunoscător al limbilor antice și moderne, al scrierilor Părinților Bisericii și al lucrărilor filozofilor și teologilor apuseni, Atanasie a lucrat mai mulți ani ca profesor particular. În anul 1627 a intrat ca frate la Mănăstirea Sfântului Duh din Vilnius. Ulterior s-a transferat la alte mănăstiri și a fost hirotonit ieromonah. În 1637 a ajuns la Mănăstirea Kupiatițk de lângă Minsk. A fost trimis să adune donații pentru restaurarea bisericii, iar pe parcursul călătoriei s-a confruntat cu pericole fizice și a avut parte de viziuni și semne miraculoase.
În 1640 Atanasie a devenit egumen al Mănăstirii Sf. Simeon Stâlpnicul din Brest-Litovsk. Începând de atunci, el a pledat împotriva prozelitismului catolic și a Uniunii de la Brest (1596). În anul 1643 a vorbit în Seimul Polonez (parlament) în favoarea ortodoxiei și împotriva Uniunii de la Brest. A fost considerat nebun și, ca urmare, a fost arestat și destituit din funcțiile sale monahale. Autoritățile poloneze l-au trimis sub pază la Kiev, dar mitropolitul Petru Movilă al Kievului l-a retrimis la Brest-Litovsk. Atanasie a continuat să protesteze împotriva acțiunilor de prozelitism catolic și a fost arestat din nou în 1646, dar a fost eliberat un an mai târziu. În 1648 cazacii ucraineni au declanșat un război de eliberare de sub dominația poloneză (cunoscut ca Răscoala lui Hmelnițki). Acuzat de legături cu rebelii, ieromonahul Atanasie a fost arestat, torturat și executat. Rămășițele sale pământești au fost găsite pe 20 iulie 1649, care este comemorată uneori ca zi alternativă de prăznuire.